# Soldador eléctrico

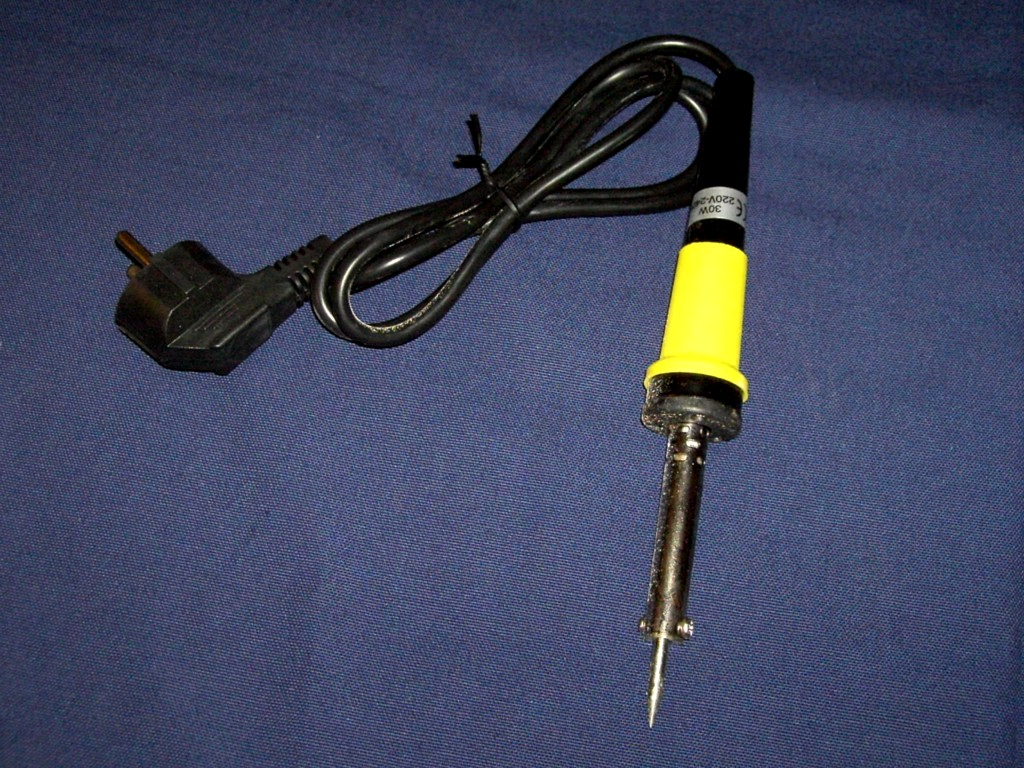
Soldador eléctrico

Un soldador eléctrico o de estaño es una herramienta eléctrica que se utiliza para realizar soldadura blanda, es decir, con material que tiene una baja temperatura de fusión (entre 300 °C y 450 °C,), como por ejemplo el estaño. El soldador tiene una punta de cobre que se calienta con una resistencia eléctrica, que la mantiene a una temperatura constante. Puede tener forma de martillo, punta cónica, varilla cilíndrica u otras formas, en función del uso al que esté destinado.

## Descripción

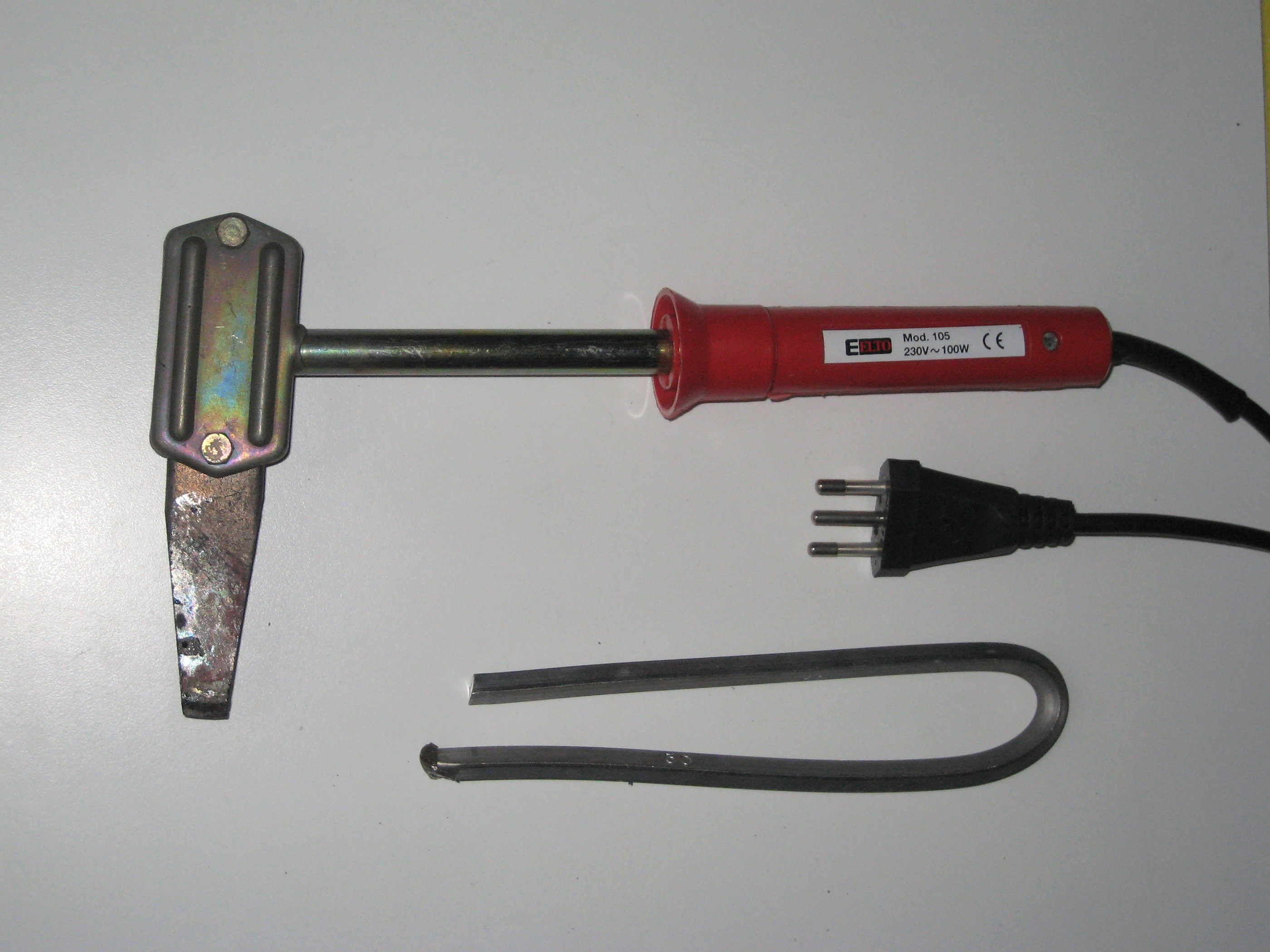
Soldador eléctrico

Un soldador está compuesto por una punta metálica calentada y un mango aislado. El calentamiento se consigue a menudo haciendo pasar una corriente eléctrica (suministrada a través de un cable eléctrico de la red o de una batería) por una resistencia calefactora. Los soldadores portátiles pueden calentarse mediante la combustión del gas almacenado en un tanque pequeño, a menudo utilizando un calentador catalítico en lugar de una llama. Los soldadores más sencillos, poco utilizados hoy en día, que en el pasado eran simplemente una pieza de cobre grande con un mango, calentada con la llama de un soplete de gas.
La soldadura se funde a aproximadamente 185 °C (365 °F). Los soldadores están diseñados para alcanzar un rango de temperatura de 200 a 480 °C (392 a 896 °F).
Los soldadores se utilizan normalmente para la instalación, reparaciones y trabajos de producción limitados en el montaje de electrónica. Las líneas de producción de alto volumen utilizan otros métodos de soldadura. Pueden utilizarse soldadores grandes para soldar juntas de objetos de chapa. Los usos menos habituales incluyen la pirografía (quemar diseños en la madera) y la soldadura de plástico.

## Historia

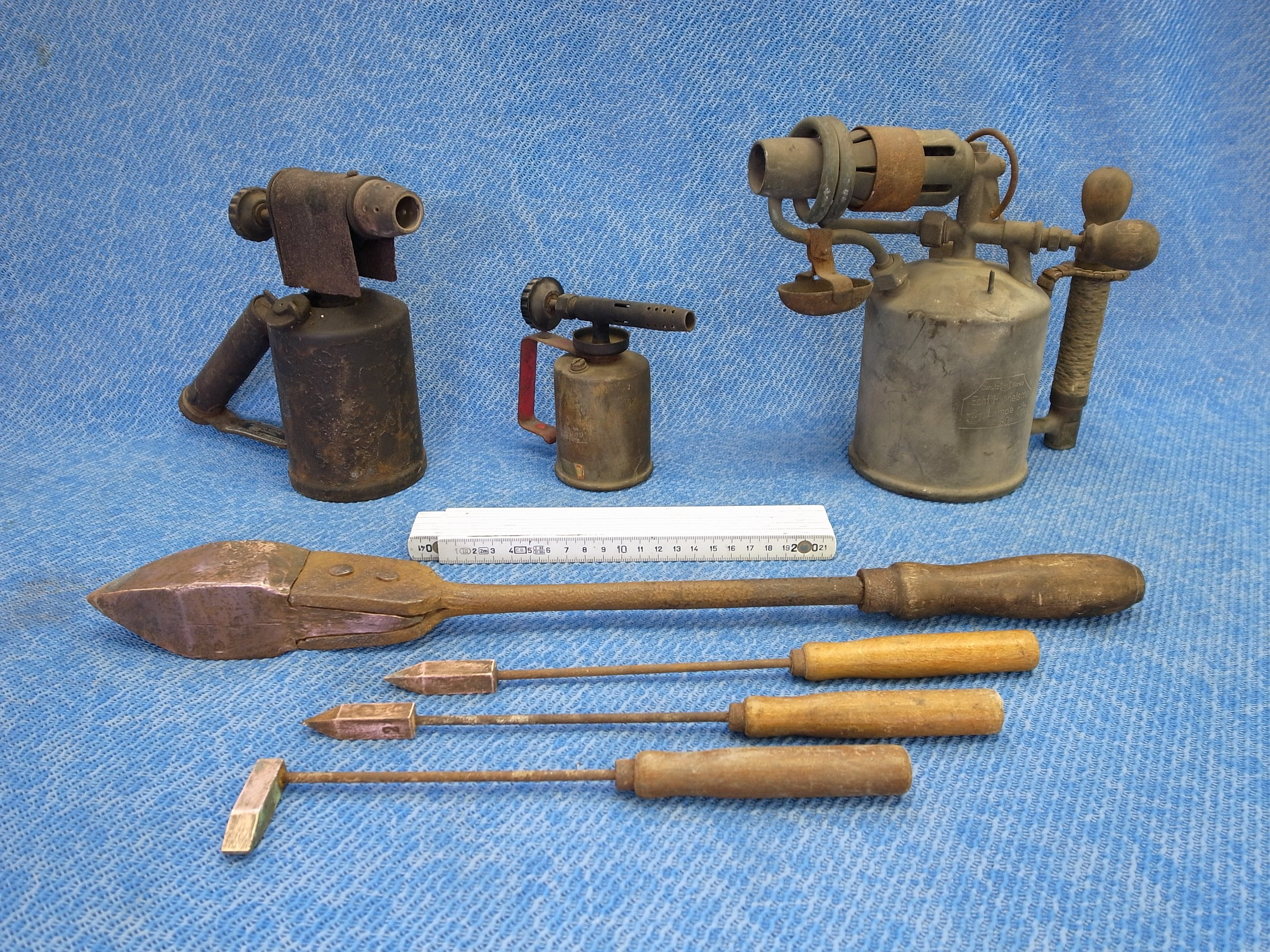
Soldadores históricos (delante) y sopladores (detrás)

Antes del desarrollo de los soldadores eléctricos, el soldador típico consistía en un bloque de cobre, con un punto de forma adecuada, apoyado sobre una varilla de hierro y sujetado en un mango de madera. Inmediatamente antes de su uso, la plancha se calentaba al fuego o en un brasero de carbón vegetal y debía calentarse de nuevo siempre que se hiciera demasiado frío para utilizarlo. Los soldadores eran utilizados principalmente por los lateros y los calderas para trabajar con chapa fina.
Se necesitaba un bloque de cobre grande para tener una capacidad térmica suficiente para proporcionar calor útil después de retirarlo del fuego, y el cobre es caro. Esto provocó el desarrollo de soldadores que tenían una pequeña punta de cobre unida a un bloque de hierro fundido de bajo coste.  Algunos hierros incluso tenían encajes de cobre extraer y cambiar.
El primer soldador eléctrico tenía una punta de platino muy ligera calentada por la corriente eléctrica que circulaba por la punta.  En 1889, los soldadores eléctricos se estaban desarrollando con un hilo de resistencia enrollado en torno al extremo posterior de la punta de cobre y encerrado en una carcasa protectora.  Alternativamente, el elemento calefactor podía ponerse dentro de una punta vacía de cobre relativamente ligera.
En 1894, la American Electrical Heater Company empezó a fabricar soldadores eléctricos a gran escala en Detroit. Empezaron a producirlos poco después de American lanzaron su línea de soldadores. En 1905, la Scientific American Magazine publicó un tutorial sobre cómo hacer un soldador que explica claramente cómo se hacían estos primeros soldadores.
En 1921, una empresa alemana fundada por Ernst Sachs desarrolló un soldador eléctrico similar al del American Electrical Heater Company. En 1926, William Alferink solicitó una patente y la obtuvo en 1928 para la primera estación de soldadura.

## Factor de forma de los soldadores actuales

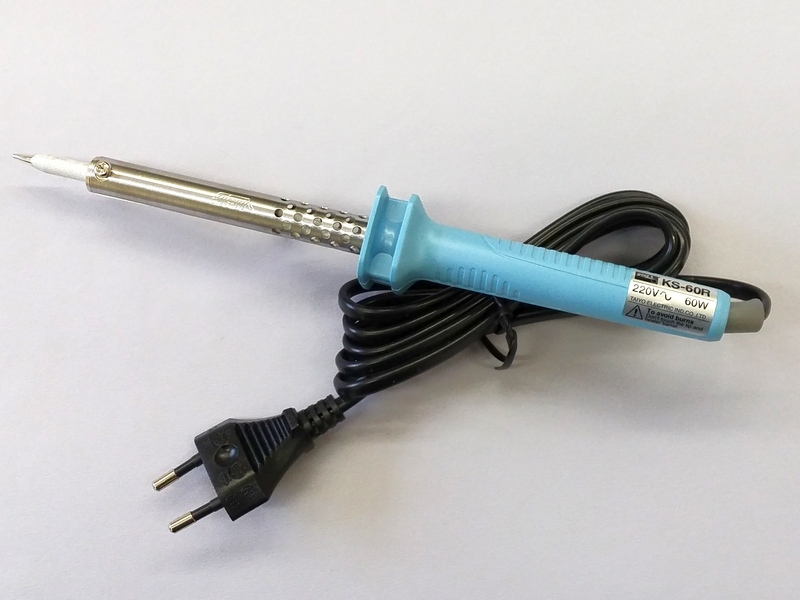
Soldador eléctrico para trabajos electrónicos.

En 1946, Carl E. Weller recibió una patente para su soldador/pistola que podía calentarse al instante y empezó la producción del Speedy Iron en Pensilvania. Se fabricó a través de Weller Manufacturing Company, y este producto fue la primera pistola de soldadura térmica instantánea. Pocos años después, arrojaron al mercado un soldador con temperatura autoajustable. En 1951, la empresa WEN Products empezó a fabricar su propio soldador térmico instantáneo. Tras un juicio de tres años, Weller ganó por infracción de patente.
En 1960 Weller obtuvo la patente del soldador "Magnastat", renovada en 1964 y 1971. Este soldador podía controlar la temperatura mediante una punta magnética sensible a la temperatura. El "Magnastat" se convirtió en un best-seller y se incluyó en la estación de soldadura W-TCP en 1967. De hecho dentro de la patente como descripción complementaria define lo que hoy en día se ha convertido en el "de facto", valga la redundancia, "factor de forma de la gran mayoría de los soldadores chinos y japoneses actuales: Hako, Baku, etc." . La patente, ya caducada, que incluso Weller ha dejado de emplear en algunos modelos, describía un tubo exterior sujetando la punta de cobre con recubrimiento, apretado con una hembra en el mango del soldador.

« ..Situado en el extremo posterior remoto del tubo de estiramiento 26, y sujetado a éste por la brida periférica 27, hay una hembra roscada 28 que se puede girar libremente adaptada para ser roscada alrededor del perno de recepción de la hembra 29 de la brida de la cubierta 21 para atraer a la punta 11 al enganche adecuado...»

## Tipos
Existen diferentes tipos de soldadores eléctricos:

### Soldador sencillo

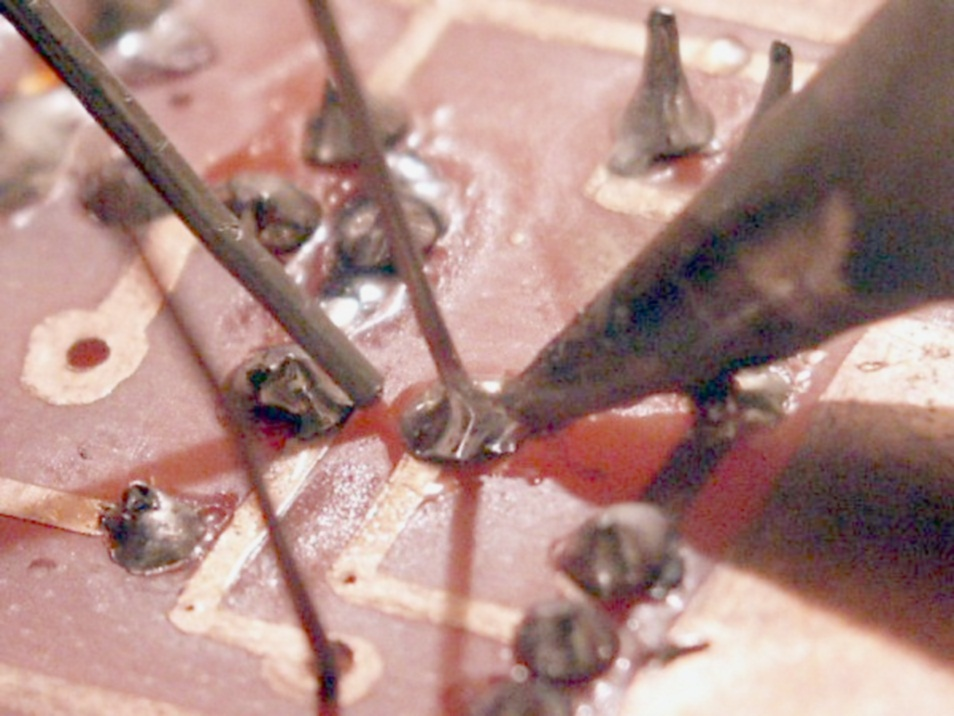
Soldador eléctrico en uso

Los soldadores de punta fina de se utilizan principalmente para pequeños trabajos de soldadura en electricidad y electrónica, mientras que los de punta grande es utilizado trabajos para cualquier soldadura en superficies de mayor tamaño. Para el trabajo eléctrico y electrónico, se utiliza un soldador de baja potencia, con una potencia nominal de 15 a 35 vatios. los soldadores sencillos funcionan a una temperatura incontrolada determinada por el equilibrio térmico, Por eso hay potencias más altas disponibles, que no funcionan a una temperatura más alta sino que se emplean para tener más calor disponible al realizar conexiones soldadas a cosas con gran capacidad térmica, (por ejemplo, un chasis metálico), ya que alcanzan una temperatura determinada por el equilibrio térmico, dependiendo de la potencia aportada y del enfriamiento del entorno y de los materiales con los que entra en contacto.  La temperatura del soldador bajará en contacto con una gran masa metálica, así un pequeño soldador perderá mucha temperatura al soldar una pieza grande. Por este motivo hay disponibles soldadores con mayor potencia para poder soldar piezas con gran capacidad térmica, o también hay algunos soldadores de temperatura controlada que funcionan a una temperatura fija normalmente montados en una estación de soldadura.

### Soldador de temperatura controlada

Sección de una punta de soldador con un elemento calefactor interno

Los más avanzados soldadores utilizados en electrónica emplean algún tipo de sensor de temperatura y un método de control de temperatura para mantener la temperatura de la punta constante; así existe más energía disponible. Los soldadores de temperatura controlada por ser autónomos o pueden incluir un cabezal con elemento de calefacción y punta, controlado por una base llamada estación de soldadura, con circuito de control y ajuste de temperatura y, en ocasiones, una pantalla indicando los grados. 
Se utilizan varios sistemas de control.
- El más sencillo es un control de potencia variable, como un atenuador de luz, que cambia la temperatura de equilibrio del soldador sin medir ni regular la temperatura de forma automática.
- Otro tipo de sistema utiliza un termostato, a menudo dentro de la punta del soldador, que enciende y apaga automáticamente el elemento. Se puede utilizar un sensor térmico como termopar junto con circuitos para controlar la temperatura de la punta y ajustar la potencia suministrada al elemento calefactor para mantener la temperatura deseada.[16] En algunos modelos, el firmware para los circuitos de control es un software libre que puede ser modificado por el usuario final.[17][18][19]
- Un tercer enfoque es utilizar puntas de soldadura magnetizadas que pierden sus propiedades magnéticas a una temperatura específica, el punto de Curie. Mientras la punta sea magnética, cierra un interruptor para suministrar energía al elemento calefactor. Cuando supera una temperatura determinada abre los contactos, enfriándose hasta que la temperatura desciende lo suficiente como para restablecer la magnetización. Los soldadores de punto Curie más complejos hacen circular una corriente alterna de alta frecuencia por la punta, utilizando las propiedades magnéticas para dirigir el calentamiento sólo donde la superficie de la punta cae por debajo del punto Curie.[20]

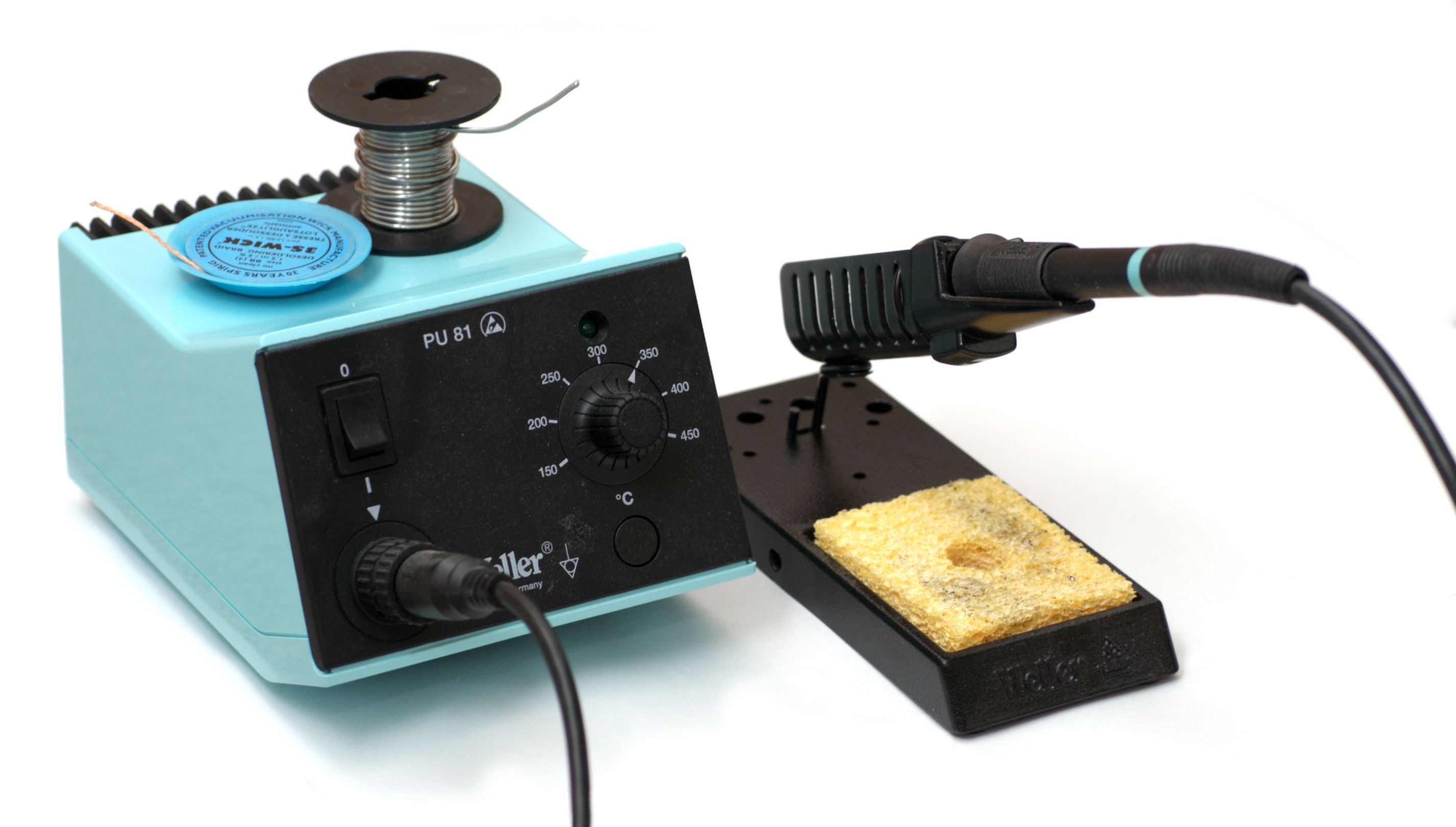
Estación de soldadura con temperatura controlada

- El más simple es un control de potencia variable, como un atenuador de luz, que cambia la temperatura de equilibrio del soldador sin medir ni regular la temperatura de una manera automática.
- Otro tipo de sistema utiliza un termostat, a menudo dentro de la punta del soldador, que enciende y apaga automáticamente el elemento. Se puede utilizar un sensor térmico como un termopárel junto con circuitos para controlar la temperatura del pico y ajustar la potencia suministrada al elemento calefactor para mantener la temperatura deseada.[16] En algunos modelos, el firmware para los circuitos de control es un software libre que puede ser modificado por el usuario final.
- Un tercer enfoque es utilizar puntas de soldadura magnetizadas que pierden sus propiedades magnéticas a una temperatura específica, el punto de Curie. Mientras la punta es magnética, cierra un interruptor para suministrar energía al elemento calefactor. Cuando supera una temperatura determinada abre los contactos, enfriándose hasta que la temperatura baja lo suficiente como para restablecer la magnetizante. Los soldadores de punto Curie más complejos hacen circular una corriente alternativa de alta frecuencia por la punta, utilizando las propiedades magnéticas para dirigir el calentamiento solo donde la superficie del punto cae por debajo del punto Curie.

### Estación de soldadura
Una estación de soldadura tiene un control de temperatura y consiste en una fuente de alimentación eléctrica, circuitos de control que permiten ajustar la temperatura con visualizador para el usuario y un soldador o cabezal de soldadura con sensor de temperatura de punta. Normalmente, la estación tiene un soporte para el soldador cuando no se utiliza y está caliente y una esponja mojada para su limpieza. Se utiliza habitualmente para soldar componentes electrónicos.
Se pueden combinar otras funciones; por ejemplo, una estación de reelaboración, principalmente para componentes de montaje superficial, puede tener una pistola de aire caliente, una bomba de vacío y una cabeza de soldadura; una estación de desoldadura tendrá para poder desoldar, un cabezal chupador con agujero pasante, una bomba de vacío y un soldador de componentes.

### Pinzas de soldar

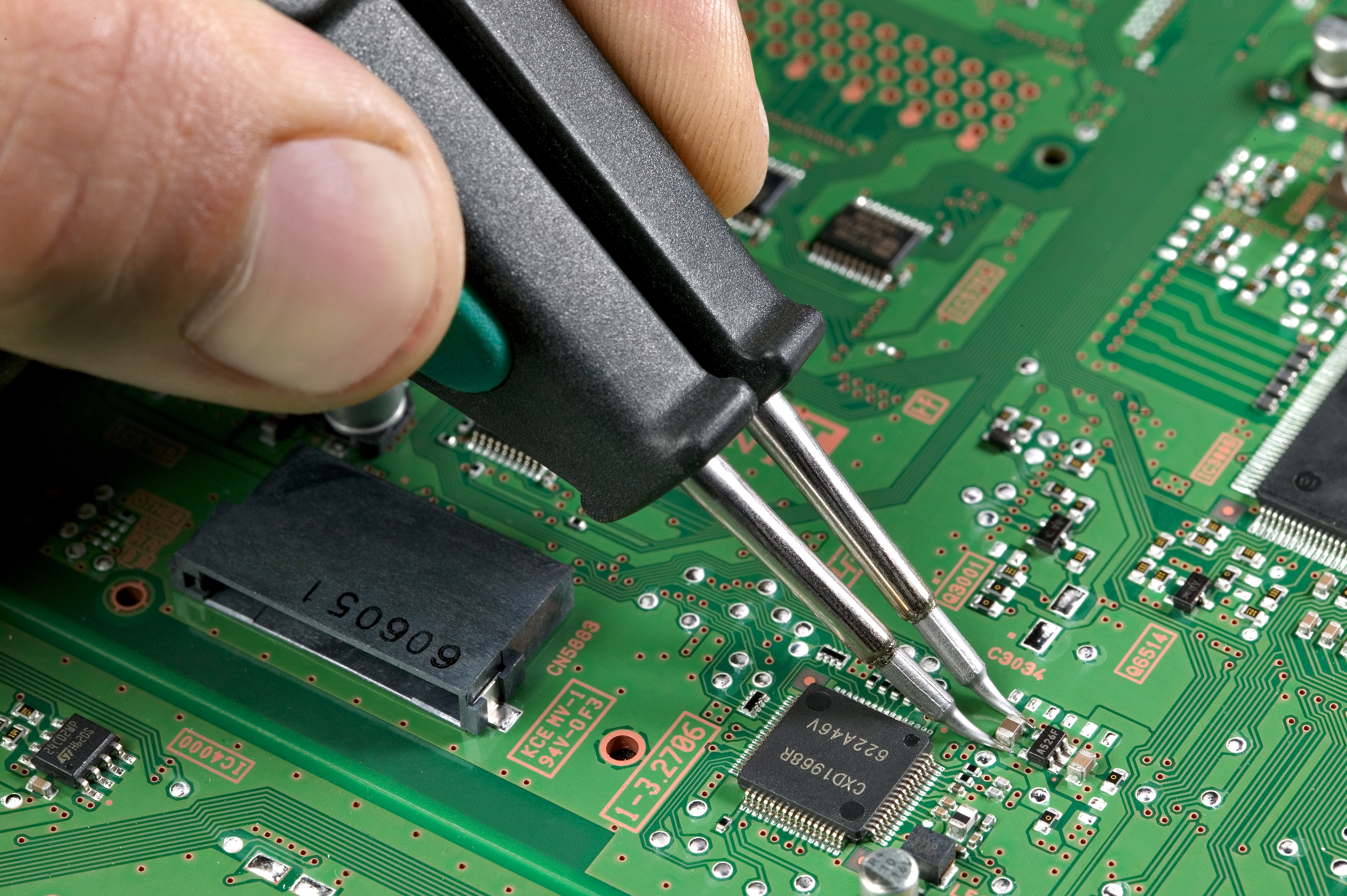
Pinzas de soldar en uso

Para soldar y desoldar pequeños componentes de montaje superficial con dos terminales, como algunos enlaces, resistencias, condensadores y diodos, se pueden utilizar pinzas de soldar; pueden ser autónomas o controlados desde una estación de soldadura. Las pinzas tienen dos puntas calentadas montadas en dos brazos, cuya separación puede variarse manualmente estrechando suavemente contra la fuerza de un muelle, como las pinzas simples; las puntas se aplican en ambos extremos del componente. El propósito principal de las pinzas de soldar es fundir la soldadura en el lugar correcto; los componentes suelen desplazarse mediante pinzas simples o donde chupador al vacío.

### Soldador Instantáneo
Tiene la forma típica pistola, con la característica de que su punta se calienta muy rápidamente al presionar el botón, y basta con soltarlo para que se enfríe.

### Soldador sin cable

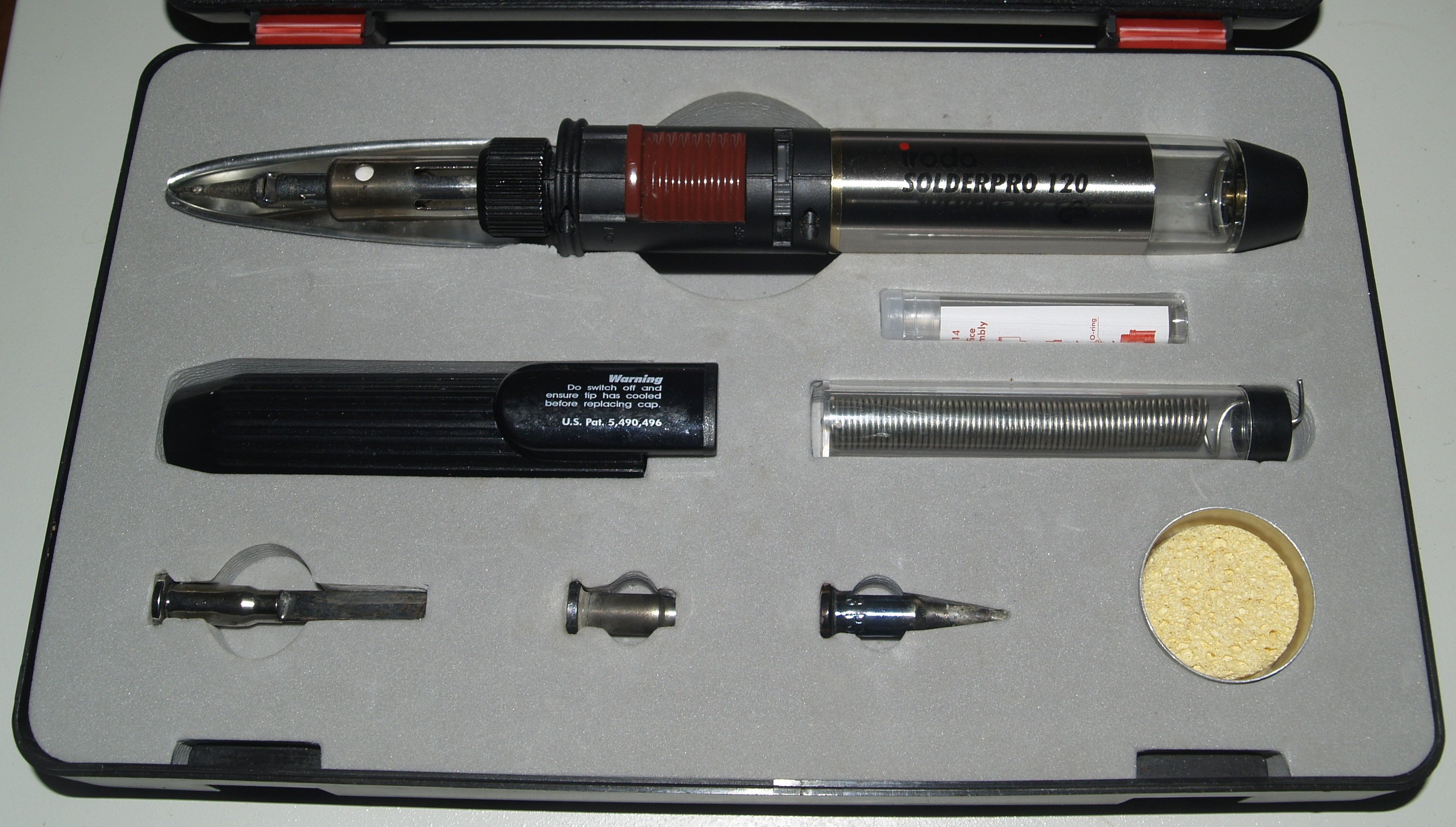
Un soldador "gas-fired"

Pueden utilizarse soldadores pequeños calentados por una batería o por combustión de un gas como el butano en un pequeño depósito autónomo cuando no hay electricidad o se requiere un funcionamiento inalámbrico. La temperatura de funcionamiento de estos soldadores no se regula directamente; los soldadores de gas pueden cambiar la potencia ajustando el flujo de gas. Los soldadores de gas pueden tener puntas intercambiables que incluyen puntas de soldadura de diferentes tamaños, cuchillo caliente para cortar plásticos, soplete en miniatura con llama caliente y soplete de aire caliente pequeño para aplicaciones como para encoger tubos termoretráctiles.

### Cuchillo caliente
Un cuchillo caliente es una forma de soldador equipado con una hoja de doble filo que se encuentra sobre un elemento calefactor. Estas herramientas pueden alcanzar temperaturas de hasta 1000 grados Fahrenheit (538 grados centígrados), lo que permite cortar materiales de tela y espuma sin preocuparse por el desgastar. Los cuchillos calientes pueden utilizarse en aplicaciones de automoción, náutica y alfombras, así como en otros usos industriales y personales.

## Descarga electroestática
No todos los soldadores son a prueba de ESD.
Aunque los modelos de alimentación de la red de algunos fabricantes los construyen con el eje del elemento (y, por tanto, la punta) conectado eléctricamente al suelo mediante el cable de la red, la mayoría de otros modelos pueden flotar con tensiones arbitrarias a menos que se utilice un cable de suelo adicional.

## Galería

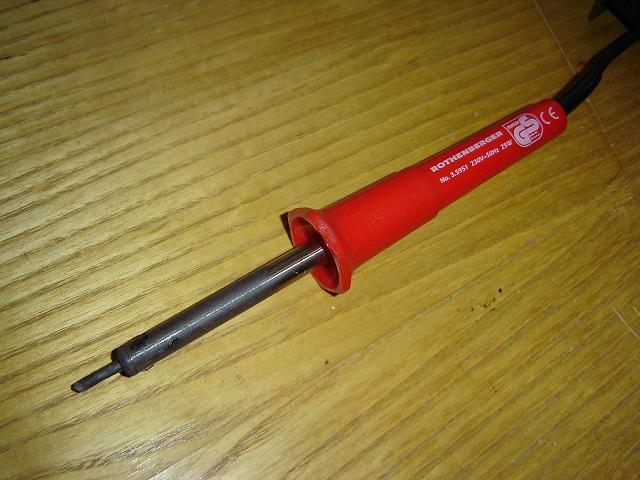
Soldador de lápiz
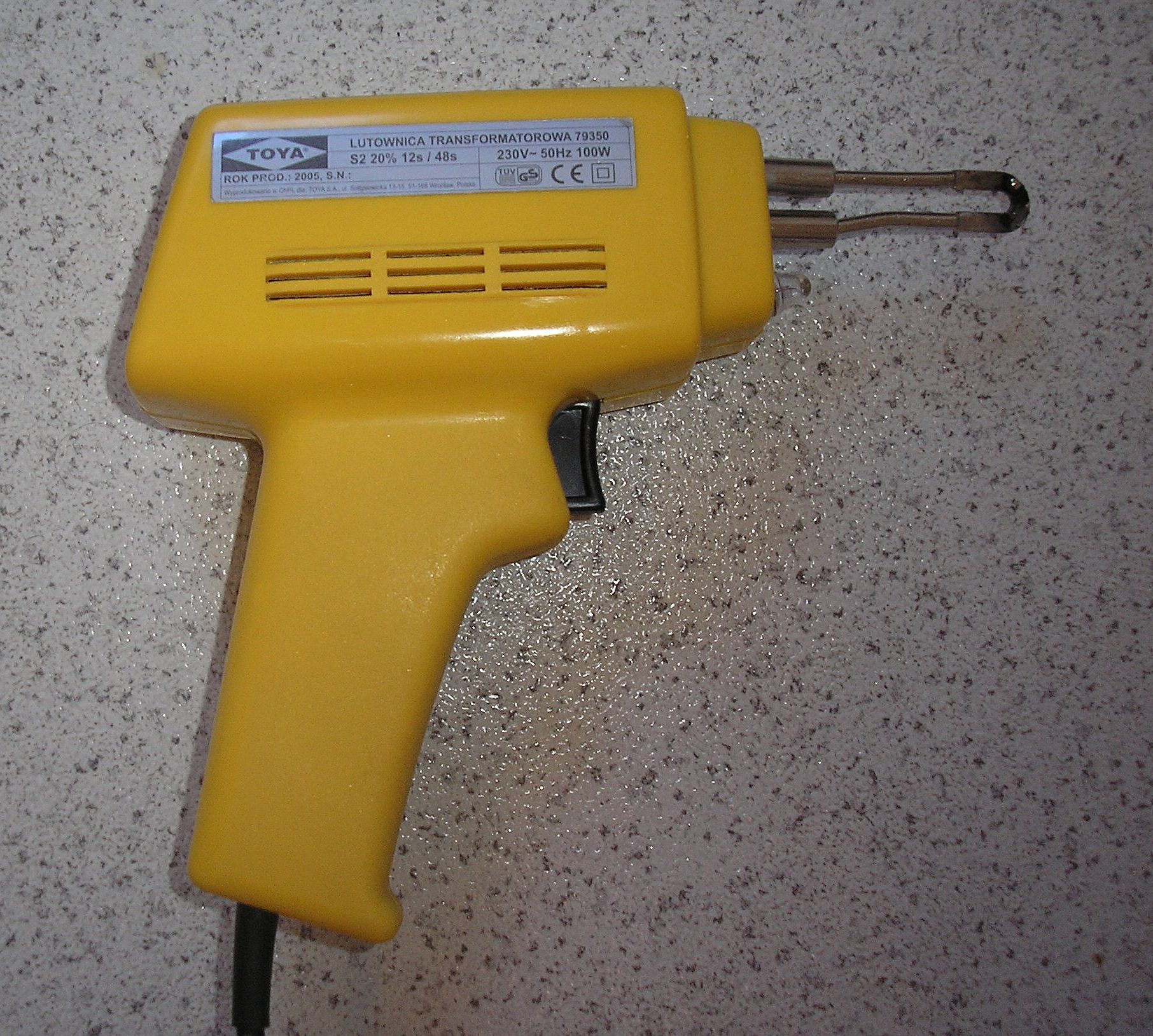
Soldador de pistola
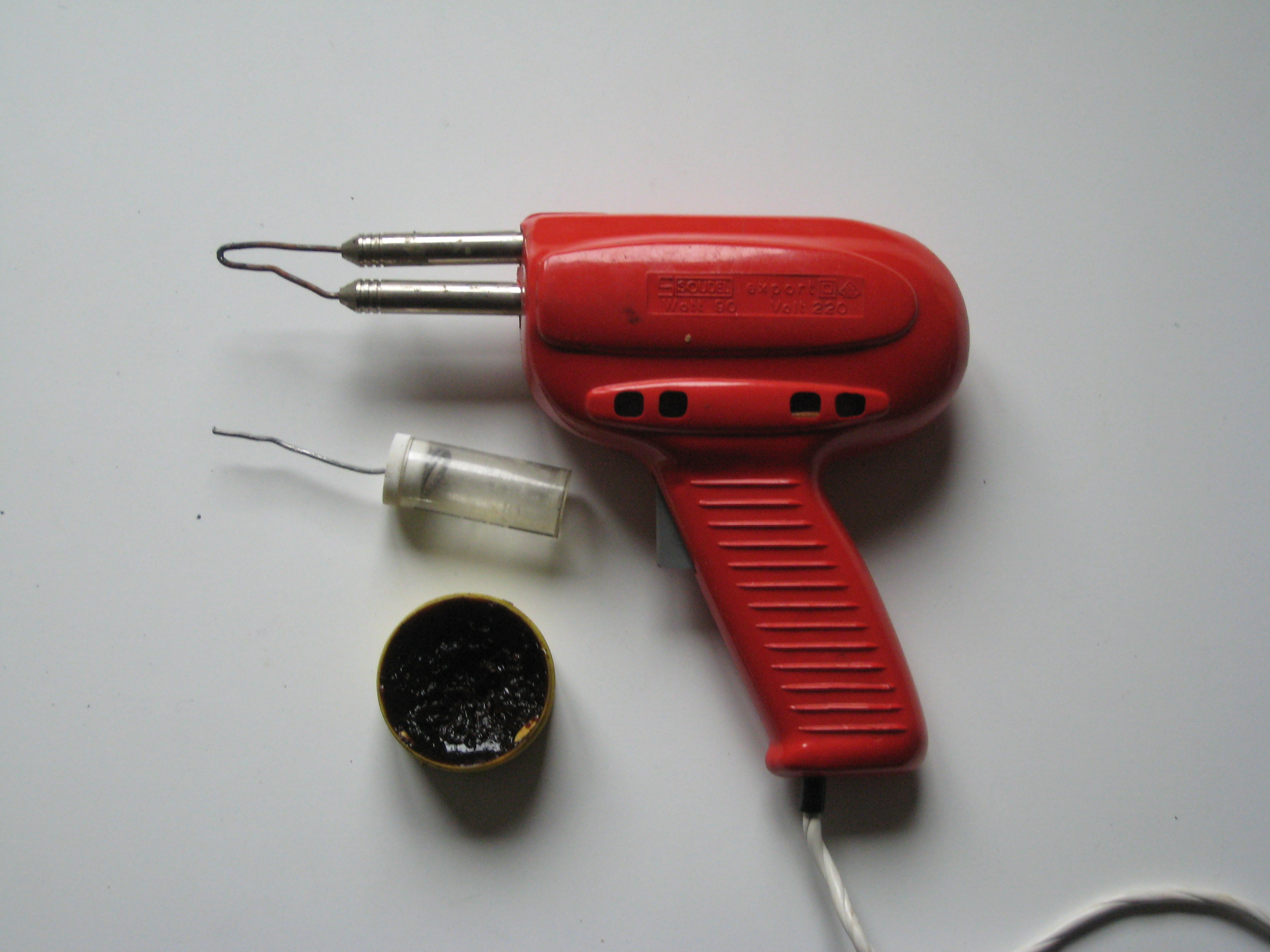
Soldador instantáneo
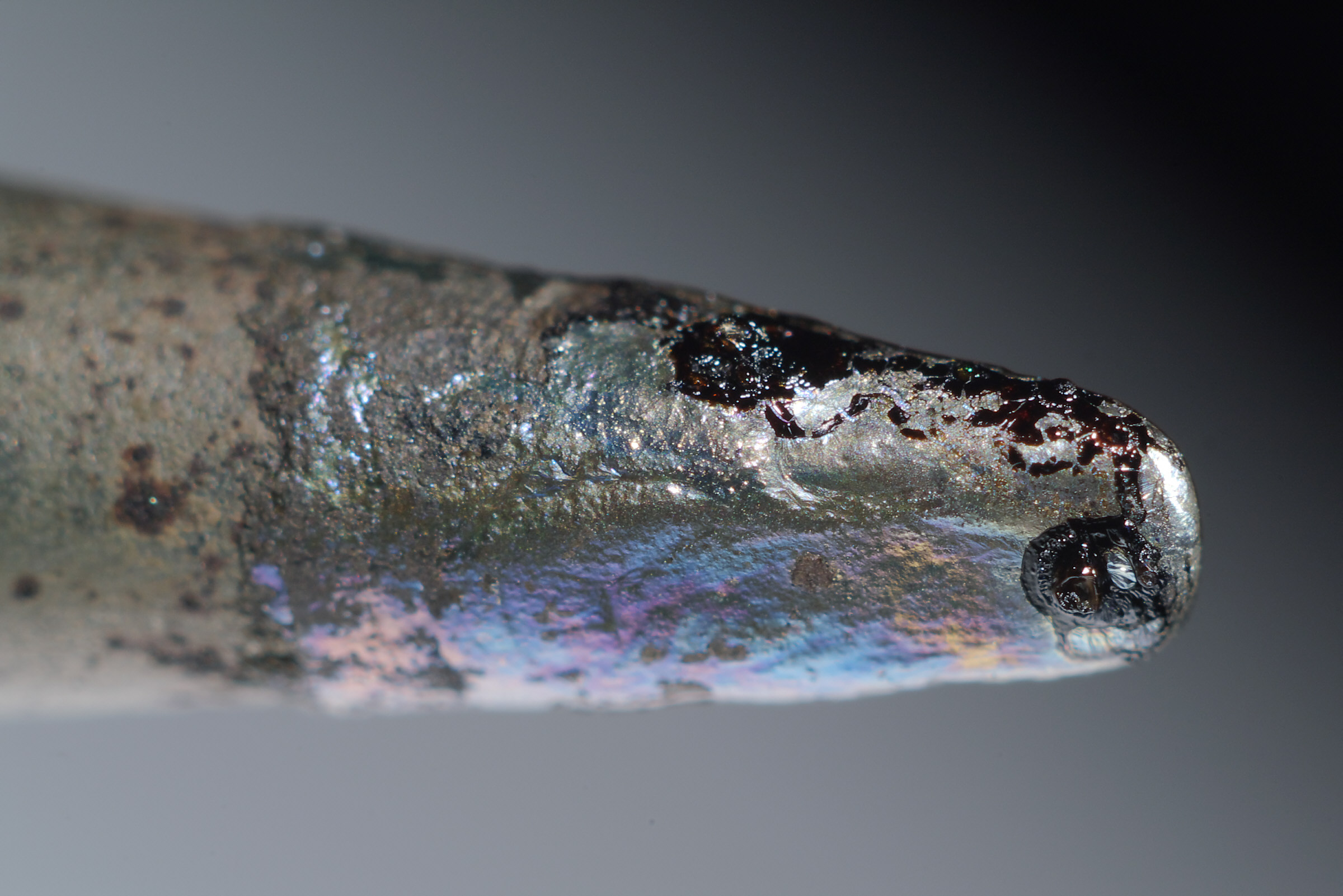
Punta de un soldador de resistencia